# Charles-Édouard Hocquard
Charles-Édouard Hocquard (15. ledna 1853, Nancy – 11. ledna 1911, Lyon) byl francouzský lékař, průzkumník a fotograf.

## Životopis
Narodil se v Nancy a studoval vojenskou medicínu v Paříži v nemocnici Val-de-Grâce. V roce 1883 se přihlásil na francouzskou expedici do Tonkinu (nyní na sever od Vietnamu) a prozkoumal Indočínu, od čínských hranic po deltu Saigonu.
Jeho fotografie byly vystaveny na Světové výstavě v Antverpách v roce 1885, kde byly oceněny zlatou medailí. Vydal knížku Trente mois au Tonkin (Třicet měsíců v Tonkinu), Le Tour du Monde (1889 a 1891) a Une campagne au Tonkin v roce 1892.
Hocquard odcestoval na Madagaskar a Komory v roce 1894 a stal se ředitelem vojenské zdravotní služby francouzských expedičních jednotek na Madagaskaru. V roce 1896 vydával časopis L'Expédition de Madagascar, journal de campagne.
Zemřel v Lyonu v roce 1911 na chřipku.

## Fotografie

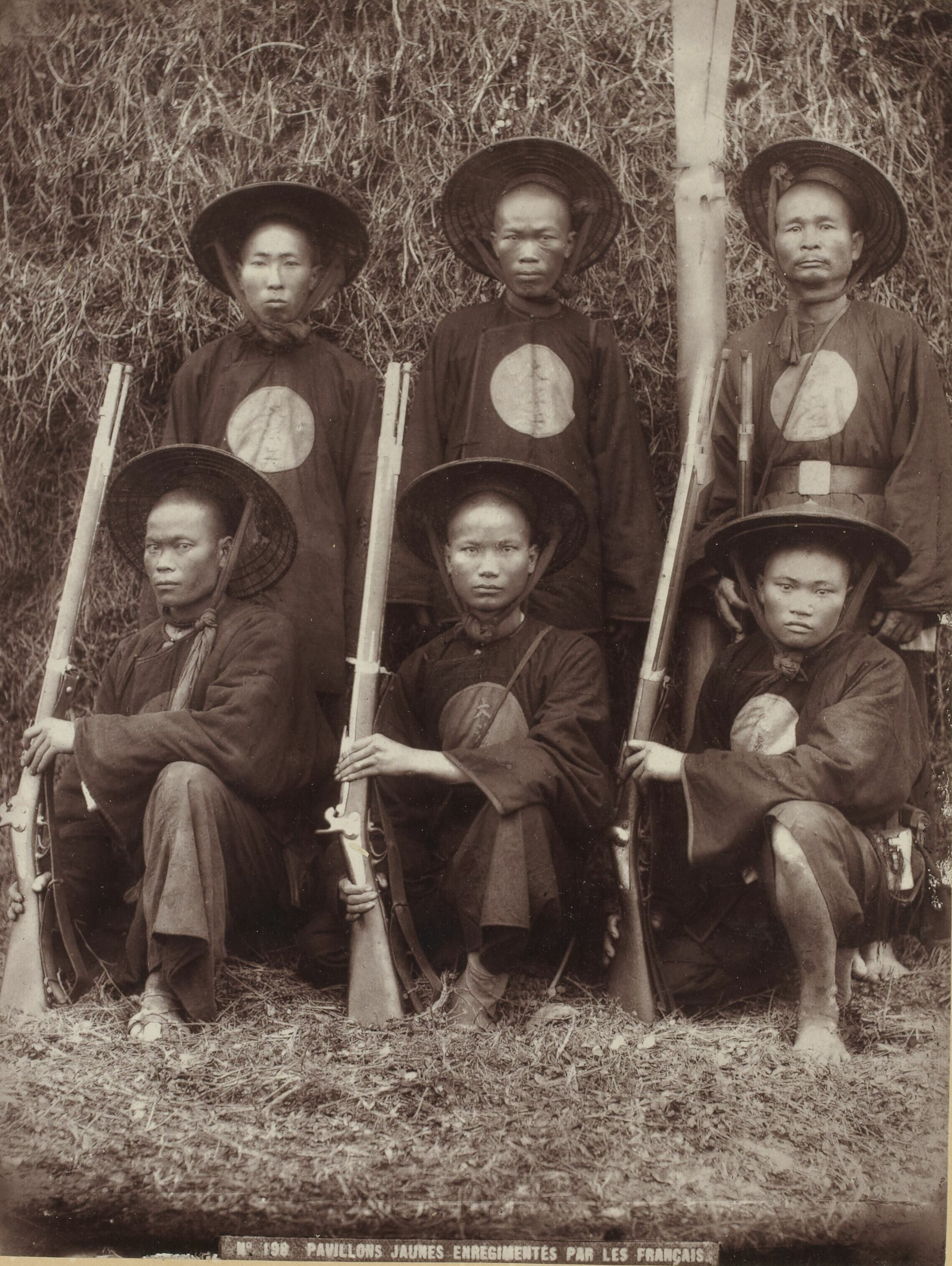
Vojáci, 1883–1886
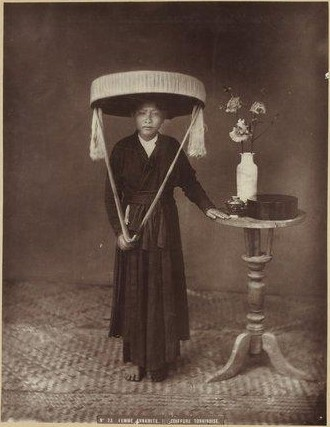
Žena z Tonkinu, 1883–1886
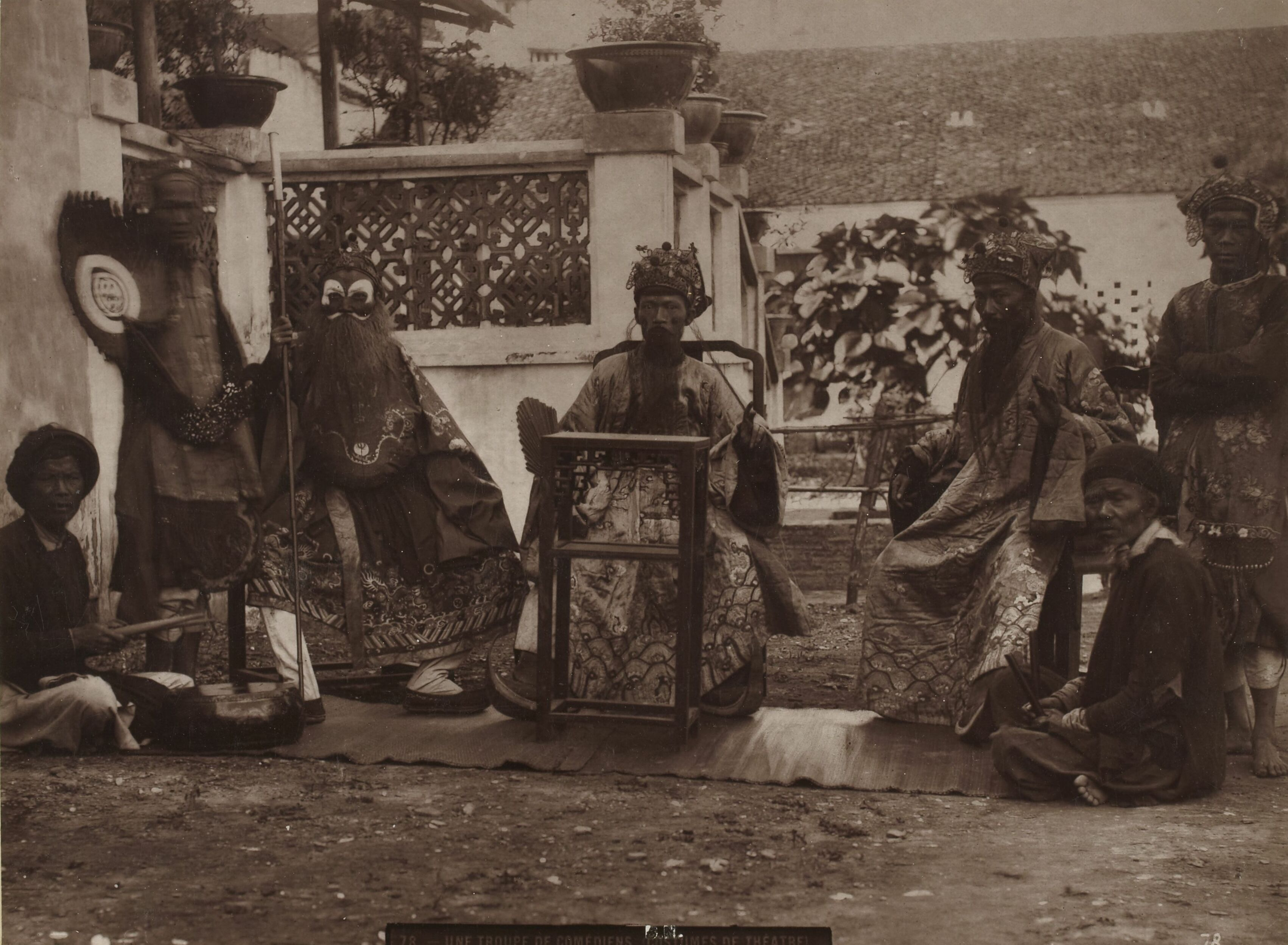
Herci, 1883–1886
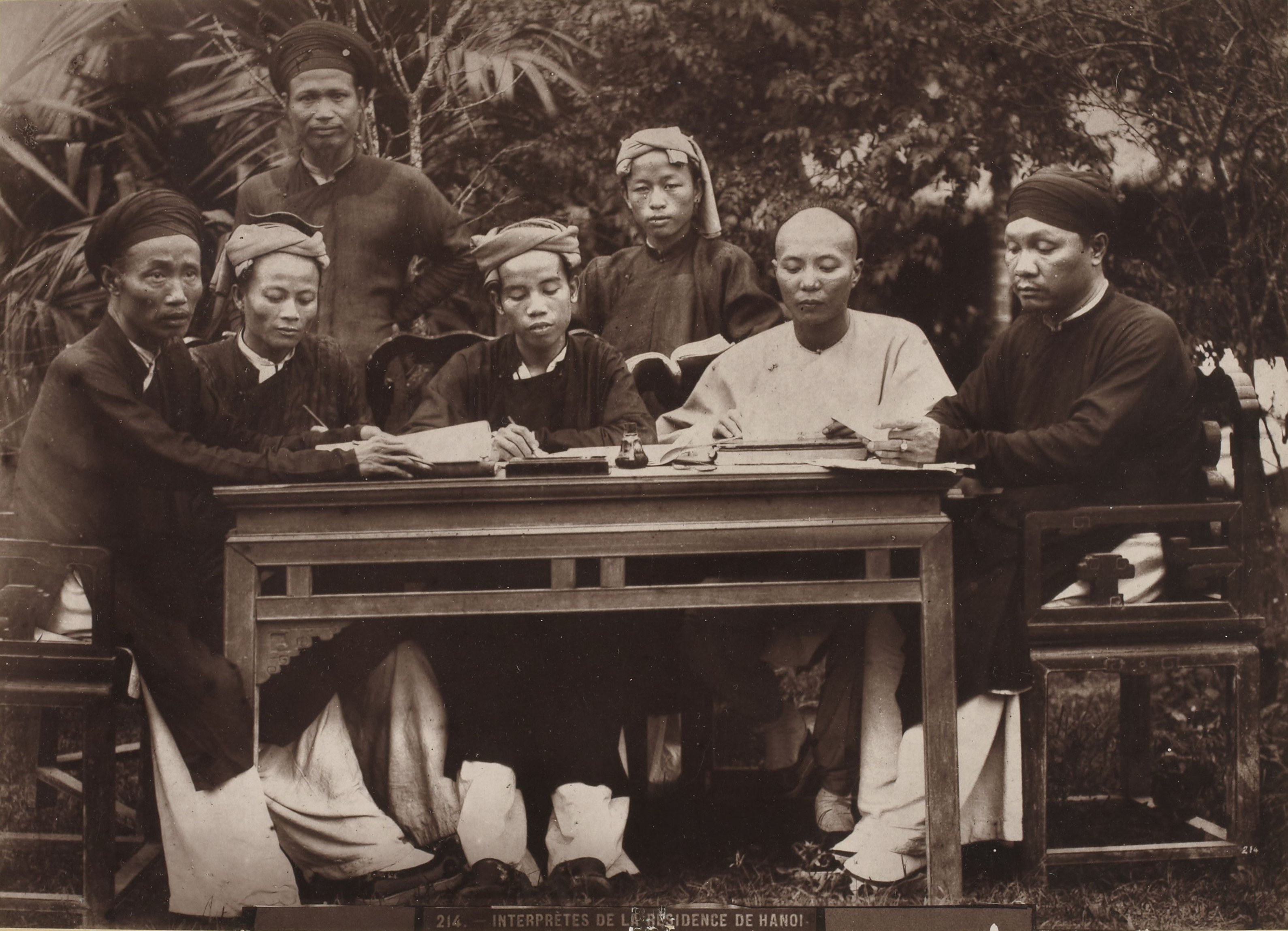
Překladatelé v Hanoi Residency, 1883–1886
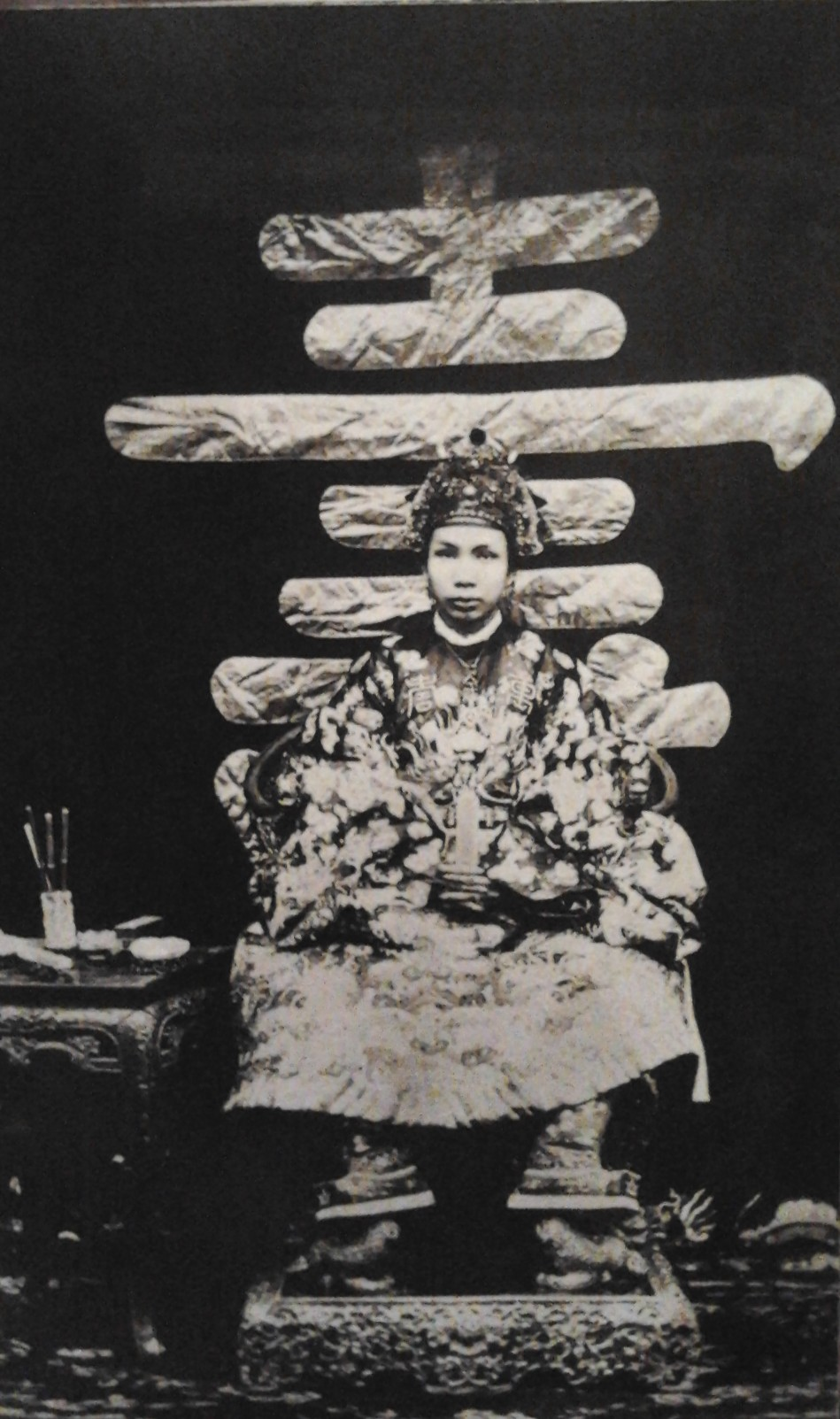
Král Dong Khanh, 1885
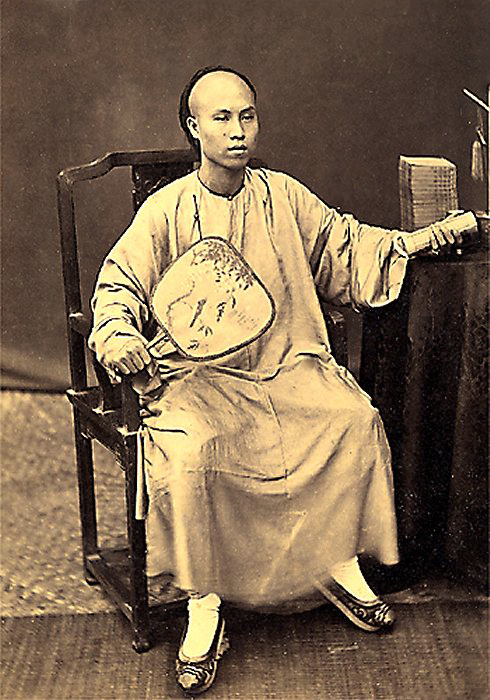
Hoa obchodník v Hanoji, 1885